# Seán Baptist Brady
Seán Baptist Brady (nascut el 16 d'agost de 1939) és un cardenal irlandès de l'Església Catòlica. Va ser arquebisbe d'Armagh i Primat de Tota Irlanda entre 1996 i 2014, sent elevat al Col·legi Cardenalici el 2007. Va fer front a diverses crides perquè dimitís del seu càrrec davant l'acusació d'haver amagat l'abús de nens fet per religiosos a la seva jurisdicció.

## Orígens
Seán Brady va néixer a Drumcalpin, prop de Laragh, Comtat de Cavan, fill d'Andrew (†1968) i Annie († 1990) Brady. Té dos germans, Con i Kitty. Estudià a la National School de Laragh i al St Patrick's College in Cavan.
El 1957 ingressà al Maynooth College, on obtingué el títol de Batxiller en Arts en Clàssics Antics el 1960. Amplià estudis a Londres, al Pontifici Institut Irlandès i a la Pontifícia Universitat Laterana, on assolí una llicenciatura en Teologia Sagrada el 1964. El 1967 rebé un doctorat en dret canònic per la Universitat Laterana.

## Presbiterat
Brady va ser ordenat al presbiterat pel cardenal Luigi Traglia el 22 de febrer de 1964. Un cop assolit el doctorat, tornà a Irlanda aquell mateix any, on serví com a professor al seu institut de St. Patrick de Cavan fins a 1980. Allà ensenyà diverses matèries, com llatí, comerç, religió i francès, a més d'entrenar els equips de futbol de diverses edats. Mentre que donava classes a l'escola, el 1975, estava present quan diversos nens signaren juraments de silenci sobre les acusacions contra un prevere pedofílic. Una de les víctimes li donà una llista d'altres nens que havien patit abusos per part del pare Brendan Smyth, qui va ser condemnat el 1994 per dotzenes d'abusos realitzats durant un període de més de 40 anys. En la seva capacitat com a notari, lliurà al seu bisbe declaracions dels testimonis signades. Però no notificà a les autoritats civils l'existència d'aquestes proves. Comentant-ho a la BBC, el cardenal Brady afirmà que els productors del programa havien exagerat el paper que jugà::
"La meva opinió és que el programa ‘This World' s'ha dedicat a exagerar i tergiversar el meu paper en aquests esdeveniments deliberadament"
Brady tornà a Roma, on va fer de vice-rector (1980-87) i després rector (1987-93) del Pontifici Col·legi Irlandès. Al 1990presentà a Jack Charlton i a la selecció irlandesa de futbol al Papa Joan Pau II. Després de tornar a Irlanda, esdevingué rector de Castletara (Ballyhaise) el 1993.

## Arquebisbe d'Armagh
El 13 de desembre de 1994, monsenyor Brady va ser nomenat arquebisbe coadjutor d'Armagh per Joan Pau II. Va rebre la consagració episcopal el 19 de febrer de 1995 de mans del cardenal Cahal Daly, amb l'arquebisbe Emanuele Gerada i el bisbe Gerard Clifford com a co-consagradors, a la catedral de Sant Patrici d'Armagh. Va escollir com a lema episcopal Jesum Christum Cognoscere.
L'1 d'octubre de 1996, en retirar-se el cardenal Daly, Brady esdevingué automàticament arquebisbe d'Armagh i Primat de Tota Irlanda, instal·lant-se oficialment com a arquebisbe el 3 de novembre. El gener de 2010 presidí els serveis fúnebres pel cardenal Daly.
El 8 de setembre de 2014 s'anuncià que des de Roma s'havia acceptat la dimissió de Brady, fent-se efectiva aquell dia; sent automàticament succeït pel seu coadjutor, Eamon Martin.

## Cardenal
El 24 de novembre de 2007 l'arquebisbe Brady va ser creat cardenal prevere de Santi Quirico e Giulitta. Després de la seva elevació al Col·legi de Cardenals, es convertí en un dels tres cardenals irlandesos vius, tot un rècord en la història irlandesa (els altres són Cahal Daly i Desmond Connell). S'ha suggerit que la contribució positiva de Brady al procés de pau d'Irlanda del Nord pesà molt en la decisió del Papa Benet XVI en fer-lo cardenal.
El cardenal Brady, com a arquebisbe d'Armagh i Primat de Tota Irlanda, va ser elegit President de la Conferència episcopal irlandesa.
El 12 de juny de 2008, a més dels seus deures principals, va ser nomenat pel Papa Benet com a membre del Consell Pontifici per a promoure la Unitat dels Cristians i del Consell Pontifici per a la Cultura.
Brady va mantenir un perfil més baix que els recents arquebisbes d'Armagh, Cahal Daly i Tomás Ó Fiaich, que desenvoluparen les seves reputacions durant els difícils anys dels Problemes i la Vaga de fam.
El 2001, el Papa Joan Pau II va fer cardenal el llavors arquebisbe de Dublín i Primat d'Irlanda, Desmond Connell, tot i que tècnicament era el segon al rang de l'església irlandesa, darrere de Brady. Va ser la primera vegada en un segle que el galero va ser donat a l'arquebisbe de Dublín en comptes de l'arquebisbe d'Armagh. Això s'equilibrà el 2007, quan Brady va ser elevat al Col·legi Cardenalici. El 1984, el llavors arquebisbe de Dublín, Dermot Ryan va ser creat cardenal pel Papa Joan Pau II i traslladat a un càrrec a Roma, sent nomenat Pro-Prefecte de la Congregació per a l'Evangelització dels Pobles. Malgrat això, l'arquebisbe Ryan va morir abans que tingués lloc el consistori que l'hauria elevat al cardenalat.
El cardenal Brady va ser un dels cardenals electors que van participar en el conclave de 2013 que elegí el Papa Francesc.

## Salut
A l'abril del 2010, el cardenal Brady, que estava sent pressionat perquè dimitís i s'estava considerant la seva posició sobre el paper que havia fet en l'ocultació de les activitats d'un capellà pedòfil, va caure malalt mentre que realitzava una cerimònia de confirmació a la parròquia de Kildress, al comtat de Tyrone. Va estar en estat conscient mentre que esperava que arribés una ambulància. Se sabia que patia de la pressió cardíaca. Finalment va quedar ingressat a l'hospital de l'Àrea de Craigavon.

## Coadjutor i dimissió
En resposta a una petició que el cardenal va fer el 2010 perquè es nomenés un coadjutor, el 18 de gener de 2013 Papa Benet XVI nomenà com a arquebisbe coadjutor d'Armagh monsenyor Eamon Martin, de la diòcesi de Derry, on havia estat servint com a administrador diocesà. Com a coadjutor, Martin era l'adjunt de Brady i el succeïria com a arquebisbe metropolità d'Armagh quan el cardenal Brady es retirés o morís. Brady confirmà que havia presentat la seva dimissió el juliol de 2014, un mes abans del seu 75è aniversari. El 8 de setembre de 2014 s'anuncià que el Papa Francesc havia acceptat la dimissió del cardenal Brady.

## Opinions

### Unions homosexuals a Irlanda
El 4 de novembre de 2008, Brady va criticar el pla del Govern que permetria el reconeixement de les parelles de fet i parelles del mateix sexe, descrivint el pla en el sentit negatiu com «potser la més gran revolució en la història de la família irlandesa» i que recordava al Govern que estava obligat per la Constitució per protegir la institució del matrimoni «amb especial cura».

### Institucions de crèdit tipus sindicats
El 13 d'agost de 2009, Brady va suggerir que, amb la confiança en els bancs comercials en declivi, el temps podria haver arribat als economistes a prendre la iniciativa en el desenvolupament de les institucions de crèdit de tipus sindical. Aquestes se centrarien en els sistemes de préstecs, estalvi i assegurances, construïdes sobre una ètica d'un autèntic desenvolupament humà, va declarar el cardenal en l'obertura de la novena nacional al Santuari de Knock, Comtat de Mayo. Va observar que «aquest tipus d'iniciatives sens dubte augmentarien l'esperança d'una economia més humana i èticament sòlida». Una d'aquestes iniciatives va ser el moviment cooperatiu. Un altre era el programa d'inversió ètica Knights of Columbus.

### Pressupost de desenvolupament irlandès a l'estranger
El 26 d'octubre de 2009 Brady va dir que més retallades al pressupost de desenvolupament a l'exterior d'Irlanda tindrien un impacte devastador en les vides d'algunes de les persones més pobres del món, en una carta al ministre de Finances Brian Lenihan, dient que: «Aquestes persones vulnerables no han tingut part en la creació de les múltiples crisis que ara han de fer front – climàtica, financera, alimentària - .. però, els reptes que s'enfronten són sense precedents. Faig una crida a no donar-los l'esquena. Hem d'assegurar que mantenim el nostre nivell actual de despesa en ajuda fins a un moment en què estiguem en condicions d'augmentar-lo de nou.»

### Educació
El cardenal Brady va dir el gener de 2010, que era "manifestament injusta" i "una cortina de fum completa" dir que l'Església Catòlica no té dret a participar en les escoles que reben fons de l'Estat, en una forta defensa del paper de l'Església en l'educació. Va dir que els pares tenen dret a educar els seus fills conforme a les seves conviccions filosòfiques i religioses i l'Estat té el deure de donar suport això amb fons públics. La presumpció de l'Església Catòlica va voler controlar tantes escoles com podria, amb independència de les demandes dels pares, é cada vegada més infundada, va afegir.

### Avortament
Al desembre de 2010 el cardenal Brady va dir que una sentència del Tribunal Europeu de Drets Humans no obliga l'Estat a introduir una legislació que autoritza l'avortament. El tribunal europeu va dictaminar que Irlanda no ha aplicat correctament el dret constitucional a l'avortament quan la dona té dret a practicar-lo quan la seva vida està en risc. El cardenal Brady va dir que la sentència «deixa la política futura a Irlanda sobre la protecció de la vida dels nens no nascuts en mans del poble irlandès i no obliga Irlanda a introduir una legislació autoritzant l'avortament.»

### Tancament de l'Ambaixada del Vaticà
Al novembre de 2011 el ministre d'Exteriors, Eamon Gilmore va anunciar que, a causa de les mesures de reducció de costos, es tancaria l'ambaixada d'Irlanda davant la Santa Seu i que les funcions de l'ambaixador serien realitzades pel secretari general del departament. El cardenal Brady va dir que el tancament «vol dir que Irlanda no podrà comptar amb un ambaixador resident a la Santa Seu per primera vegada des que es van establir relacions diplomàtiques i els enviats ser intercanviats entre els dos estats en 1929». Va afegir que «aquesta decisió sembla mostrar poca consideració per l'important paper exercit per la Santa Seu en les relacions internacionals i dels lligams històrics entre el poble irlandès i la Santa Seu durant molts segles», i va continuar dient que «val la pena recordar que per al nou Estat irlandès, el obertura de relacions diplomàtiques amb la Santa Seu en 1929 va ser un moment molt significatiu. Va ser molt important en l'afirmació de la identitat i la presència de l'Estat lliure d'Irlanda a nivell internacional en vista del fet que la representació diplomàtica d'Irlanda a l'estranger llavors estava confinada a la legació a Washington, l'oficina de l'alt Comissionat a Londres, el delegat permanent davant la Societat de Nacions, i l'Ambaixada davant la Santa Seu.»

## L'Informe Murphy
El cardenal va dir en una entrevista a RTÉ News, emesa el desembre de 2009 després de la publicació de l'Informe Murphy, que confiava en que el bisbe Donal Murray de Limerick "fes el correcte" en termes de considerar la seva posició davant de la crítica a l'informe diocesà de Dublín. També va dir en aquesta entrevista que «Si em trobés en una situació en què jo fos conscient que la meva falta d'actuació havia permès o significat que altres nens haguessin estat abusats, doncs bé, jo crec que renunciaria.»
La Cimera sense precedents del 15-16 de febrer de 2010 al Vaticà amb el Papa Benet i alts membres de la Cúria va ser descrit pel cardenal com «un pas en un procés […] que portarà a un viatge de penediment, renovació i reconciliació». Va dir que el procés «amb sort, guanyarà impuls quan tornem a Irlanda». A les 8 del matí, vint-i-quatre dels bisbes diocesans d'Irlanda va reunir amb el Papa Benet XVI i set membres principals de la Cúria en la primera de les tres sessions, que va continuar fins a la 1 del migdia i es va reprendre després del migdia fins a les vuit del vespre, començant la sessió del 16 de febrer a les vuit del matí i va acabar a finals del matí. Cada bisbe irlandès va parlar durant uns cinc minuts.
Brady va acceptar que hi havia hagut "tensions" entre els bisbes sobre les conseqüències de l'Informe Murphy, «però descriure-les com a "divisions" és un altre assumpte. La setmana passada a Knock vam tenir un retir molt cordial. Les coses es van tractar de manera completa i franca», va dir. Brady va fer pujar el sentiment popular al seu país que l'enviat papal a Irlanda arquebisbe Giuseppe Leanza s'havia de presentar davant el comitè d'Afers Exteriors de la Dáil Éireann, però se li va dir que per la pràctica un nunci no es presentarà davant una comissió parlamentària.

### Revelacions posteriors i peticions de dimissió
El març de 2010 es va fer àmpliament conegut que el llavors Pare Seán Brady havia participat en un procés legal intern de l'Església sobre les accions del pare Brendan Smyth el 1975. El procés requeria que tots els participants mantinguessin la confidencialitat del tribunal. Smyth va arribar a abusar de desenes de nens abans de ser portat a la justícia en 1994.Pres juntament amb la seva declaració al desembre, va portar a crides generalitzades per a la renúncia del cardenal Brady. La informació d'aquest procés intern havia estat a disposició del públic en una data tan enrere com el 10 agost de 1997 a un article escrit per Declan blanca al Mirror.
Un dels que era un nen entrevistats en el procés intern demandava el cardenal Brady amb l'argument que les queixes sobre el P. Smyth no va ser reportades a la Garda, que no es van prendre mesures per evitar que el P. Smyth cometés més abusos, que els nens van ser obligats a signar juraments de no parlar de les queixes i que no reportés les queixes va portar al demandant i altres persones a no rebre tractament mèdic adequat.
La llavors portaveu sobre assumptes socials i familiars del Partit Laborista Róisín Shortall TD, va dir el cardenal Brady estava «irremeiablement compromès pel que ha sorgit». Va dir que «Hauria d'haver una investigació de la Garda per determinar si la manca d'avís de crims del P. Smyth a les autoritats civils era, en si, un delicte.»
El 17 de març de 2010, el vice primer ministre d'Irlanda del Nord, Martin McGuinness, demanà la dimissió de Brady. Malgrat això, al maig de 2010, el cardenal Brady va dir que no renunciaria com a arquebisbe d'Armagh i primat d'Irlanda.
Davant de la catedral d'Armagh, Brady va reconèixer que hi havia alguns que no estarien d'acord amb la seva decisió, però es va comprometre a dirigir els esforços de l'Església per millorar les mesures de protecció de la infància. «Certament no va ser una decisió fàcil, va dir. He escoltat molta gent, que es reflecteix com vaig dir que ho faria, he escoltat els supervivents, els sacerdots, els religiosos cap amunt i avall de la longitud d'aquesta diòcesi i he decidit continuar en el meu paper actual, jugar la meva part en aquesta diòcesi. "Perquè vull mantenir l'impuls cap a una millor protecció de l'infant i no només això, també l'impuls cap a la renovació de la fe, que és essencial aquí i un gran repte."»
El Dr Brady va dir que la gran majoria de la gent amb la que havia parlat volia que seguís en el seu lloc. «Ahir jo estava en peregrinació a Lourdes amb 800 persones d'aquesta diòcesi i ningú no va dir que no tingués confiança en mi, em van dir que volien que em quedés i continuar amb aquesta tasca». El cardenal Brady va dir als mitjans assistents en la seva homilia del Dia de Sant Patrici al març que anava a prendre's un període per reflexionar sobre el seu futur a l'església. Es va confirmar que es quedaria en després de l'anunci d'una auditoria de tota l'illa de com l'Església s'ocupava de les acusacions d'abús. Va dir que havia demanat que la seva pròpia diòcesi fos inspeccionada pels funcionaris del Vaticà.
Al setembre de 2010 el cardenal Brady va preguntar si els irlandesos havien perdut la seva capacitat de misericòrdia i perdó. «Ens hem tornat massa agressius i impacients en relació amb les febleses i els defectes dels altres?», es preguntà. Parlant en una missa a Ballaghaderreen, Co Roscommon, celebrada amb motiu del 200 aniversari del St Nathy's College, va dir: «A vegades em pregunto si actualment a Irlanda estem en perill de perdre el nostre sentit de la misericòrdia i el perdó.»
Al maig de 2012, el programa de televisió This World de la BBC va descobrir que Sean Brady tenia els noms i adreces dels nens dels qui el capellà pedòfil Brendan Smyth havia abusat, però que "no garantir la seva seguretat".
En el seu llibre Sworn to Silence, Brandon Boland va al·legar que se li va lliurar una bíblia i va haver de jurar i signar un jurament de secret després que es queixés d'abusos comesos per Brendan Smyth. El llibre afirma l'altra signatura era la del Pare John B. Brady. Boland va escriure que durant la seva entrevista de queixa, les preguntes i les seves respostes van ser preses en notes escrites a mà per Brady, qui més tard les havia passat a ordinador. Facsímils de tots dos estan continguts en el llibre.

## Honors
Gran Prior per Irlanda de Orde del Sant Sepulcre de Jerusalem